# Liolaemus poconchilensis
Liolaemus poconchilensis este o specie de șopârle din genul Liolaemus, familia Tropiduridae, descrisă de Valladares în anul 2004. Conform Catalogue of Life specia Liolaemus poconchilensis nu are subspecii cunoscute.